# Serromyia tecta
Serromyia tecta är en tvåvingeart som beskrevs av Art Borkent 1990. Serromyia tecta ingår i släktet Serromyia och familjen svidknott.
Artens utbredningsområde är Österrike. Inga underarter finns listade i Catalogue of Life.